# Diaphorus luteipes
Diaphorus luteipes är en tvåvingeart som beskrevs av Octave Parent 1925. Diaphorus luteipes ingår i släktet Diaphorus och familjen styltflugor. Inga underarter finns listade i Catalogue of Life.